# Globba angcorensis
Globba angcorensis är en enhjärtbladig växtart som beskrevs av François Gagnepain. Globba angcorensis ingår i släktet Globba och familjen Zingiberaceae. Inga underarter finns listade i Catalogue of Life.